# Charlotte Strandgaard
Charlotte Strandgaard (15 de fevereiro de 1943 - 9 de outubro de 2021) foi uma autora e política dinamarquesa. Ela escreveu mais de 50 romances, coleções de poemas e outras publicações.